# Spy Kids 2 - L'isola dei sogni perduti
Spy Kids 2 - L'isola dei sogni perduti (Spy Kids 2: The Island of Lost Dreams) è un film del 2002 musicato, scenografato, montato, fotografato, prodotto, scritto e diretto da Robert Rodriguez. Seguito di Spy Kids, è un film di fantaspionaggio rivolto a un pubblico di ragazzi e familiare.

## Trama
Carmen e Juni si trovano all'inaugurazione del nuovo direttore dell'OSS; loro credono che il loro papà Gregorio venga scelto per diventare nuovo direttore dell'OSS, ma viene scelto un altro uomo, Donnagon Giggles, padre di Gary e Gerti, i quali sono due nuovi agenti che dovranno lavorare in serie missioni. Ad un tratto nel brindisi finale, tutti gli adulti bevono del vino contenente narcotizzanti e si addormentano mentre i ragazzi, rimasti svegli, scoprono che i camerieri del posto vogliono rubare il "camuffogeno", un prototipo del presidente degli Stati Uniti. I ragazzi li picchiano nel tentativo di fermarli e Juni prende il camuffogeno ma Gary glielo toglie di mano; tra i due nasce una colluttazione in cui entrambi perdono il prototipo che finisce nelle mani di uno dei ladri; questi riescono a fuggire grazie a una astronave che li risucchia portandoli via. Al risveglio degli invitati, il presidente degli Stati Uniti si rende conto del furto del camuffogeno e Gary punta il dito contro Juni che viene accusato del furto del prototipo e licenziato dall'OSS.
Carmen, decisa ad aiutare il fratello, riesce ad entrare nei file del computer, a ripristinare Juni nell'OSS ed a ottenere una missione non sua: la missione Ukata, in cui loro arrivano alla destinazione del camuffogeno, che sarebbe un'isola sconosciuta in cui viene utilizzato il camuffogeno come congegno che protegge l'isola rendendola inesistente e che è tanto potente da bloccare tutta la tecnologia della Terra.
Allora Juni e Carmen arrivano all'isola dove trovano, dopo essere caduti nel cratere di un vulcano, Romero, un inventore che racconta ai due fratelli alcune sue invenzioni: creò una miniatura dell'intera isola e due zoo, uno con animali reali e uno con animali strani. Una volta, però, provò a usare un siero della crescita su una di esse, che si ingrandì di colpo impadronendosi dell'isola; stessa identica sorte toccò anche ad altre miniature tanto che Romero dovette iniziare a monitorare la loro posizione ma si ritirò all'interno di un vulcano per paura di essere divorato dagli animali che egli stesso aveva creato.  Per proteggere le sue invenzioni da eventuali individui loschi e curiosi, Romero creò anche il camuffogeno. Concluso il racconto, Carmen e Juni informano Romero che il camuffogeno rischia di essere rubato, scoprendo, dalla miniatura dell'isola, che sono lì giunti anche Gary e Gerty. Romero è restio, cosicché i due fratelli partono da soli per esplorare l'isola alla ricerca del camuffogeno.
Sull'isola Carmen e Juni capiscono, grazie a dei segnalatori impiantati nei denti dal loro padre, che i genitori stanno arrivando per salvarli ma anche che questo è un trucco di Donnagon che vuole i Cortez uniti per eliminarli in un colpo solo: per questo decidono di distruggere questi segnalatori. Dopo una serie di rocambolesche avventure, Carmen e Juni riescono a localizzare il camuffogeno e a raggiungere la torre in cui è situato: riescono a recuperare il camuffogeno e a scappare, ma mentre sono sulla spiaggia ritrovano i loro nonni e i loro genitori che li avvisano che devono andarsene dall'isola. Il tentativo di fuga è vanificato da Gary, Gerti e Donnagon. Quest'ultimo prende il camuffogeno e ottiene che Gerty lo programmi con l'effetto di eliminare la famiglia Cortez: Gregorio, padre di Juni e Carmen lotta contro Donnagon ma senza grande successo; Donnagon, furioso, punta il camuffogeno contro i Cortez, ma si distrugge: Gerty infatti lo aveva sabotato.
In quel momento arriva il presidente degli Stati Uniti con sua figlia Alexandra, che allontana Gary dall'OSS e licenza Donnagon mentre il posto di direttore viene dato a Gregorio. Alexandra dà il distintivo del Livello 1 a Juni ma questo lo rifiuta poiché preferirebbe essere sempre sé stesso e regala ad Alexandra un braccialetto con il quale diventa lei un agente. Dopodiché la famiglia Cortez parte per lasciare l'isola e tornare a casa.

## Riconoscimenti
- 2003 - ASCAP Award
  - Top Box Office Films a John Debney e Robert Rodriguez
- 2003 - Golden Trailer Awards
  - Candidatura al miglior film d'animazione/per la famiglia
- 2003 - Young Artist Awards
  - Miglior attrice giovane a Alexa Vega
  - Candidatura al miglior film fantasy
  - Candidatura alla miglior attrice giovane 10 anni o meno a Emily Osment
- 2003 - Imagen Foundation Awards
  - Miglior regista di un film domestico o straniero a Robert Rodriguez